# Ајнез (Тексас)
Ајнез (енгл. Inez) насељено је место без административног статуса у америчкој савезној држави Тексас.

## Демографија
По попису из 2010. године број становника је 2.098, што је 311 (17,4%) становника више него 2000. године.
| Група             | 2000.         | 2010.         |
| Белци             | 1.527 (85,5%) | 1.773 (84,5%) |
| Афроамериканци    | 27 (1,5%)     | 31 (1,5%)     |
| Азијати           | 7 (0,4%)      | 4 (0,2%)      |
| Хиспаноамериканци | 213 (11,9%)   | 279 (13,3%)   |
| Укупно            | 1.787         | 2.098         |